# Nováki-csatorna
A Nováki csatorna a Mosoni-síkon, a Kisalföldön ered, Győr-moson-Sopron vármegyében. A patak forrásától kezdve déli irányban halad, majd Mecsérnél eléri a Mosoni-Dunát.

## Part menti települések
- Püski
- Arak
- Darnózseli
- Mecsér